# Desempleo juvenil en España
El desempleo juvenil es el desempleo de jóvenes (generalmente 14/15-24 años) y es diferente del desempleo general en España.  El desempleo caracteriza a las personas que buscan trabajo activamente pero que actualmente no tienen un empleo.  En España, el desempleo juvenil se ha vuelto cada vez más alarmante, especialmente en las últimas décadas, ya que la tasa de desempleo juvenil ha aumentado.  El desempleo juvenil en España aumentó mucho durante y después de la crisis financiera de 2008 y entre los países de La Organización para la Cooperación y el Desarrollo Económicos (OCDE) España fue el país que experimentó los mayores aumentos en términos de pérdidas de empleo entre los jóvenes.  El aumento de la segmentación del mercado laboral, la falta de aplicación de políticas de empleo efectivas y las deficiencias en el sistema educativo se consideran algunas de las principales razones detrás del nivel significativo de desempleo juvenil en España.

## Estadísticas actuales
En 2014, el 57,9 % de los jóvenes en España estaban desempleados.  Del 2008 al 2014, los trabajadores menores de 35 años tenían una pérdida media de poder adquisitivo del 25,7 %, más de una cuarta parte de sus ingresos.  En 2012 España tuvo la tasa más alta de desempleo juvenil de larga duración (más del 40 %) de los países de la zona del euro.  A finales de 2016 la tasa de desempleo juvenil era del 42,91 %, 3,3 puntos porcentuales inferior a la del año anterior (46,2 %).  Aunque esto puede verse como un signo de mejora, sigue siendo preocupante que de los 4,23 millones de desempleados contados a finales de 2016, el 14,5 % eran jóvenes menores de 25 años, de los cuales casi el 46 % eran desempleados de larga duración (más de un año desempleados).  Aunque la tasa de desempleo de larga duración también ha disminuido recientemente, el hecho de que siga siendo elevado es motivo de preocupación, ya que cuanto más jóvenes estén desempleados, mayores serán los posibles efectos no solo sobre sí mismos sino sobre la economía española en su conjunto. En julio de 2019, esta cifra se encuentra en el 32.1 %, un 2.1 % menos que en el mismo periodo del año anterior. 

## Causas
Entre las causas generales de por qué los jóvenes experimentan tasas más altas de desempleo que sus mayores está el hecho de que generalmente tienen menos experiencia laboral, menos conocimientos sobre cómo encontrar un trabajo y menos contactos para conseguir trabajos. Por otra parte, algunos jóvenes no tienen las habilidades exactas que algunos trabajos requieren de ellos, lo que resulta en una difícil transición de la escuela a la fuerza de trabajo. Según el informe Consiguiendo las habilidades correctas, Getting Skills Right de la OCDE (abril de 2018), las habilidades que más faltaban a los españoles eran las verbales y las de procesado, mientras que les sobraba fuerza y resistencia física. En marzo de 2018 se estimó que 350 000 puestos de tecnologías de la información y las comunicaciones (TIC) se encontraban sin cubrir en España debido a la falta de trabajadores cualificados.
Sin embargo, existen algunas prácticas laborales, especialmente en Europa, que contribuyen específicamente al problema del desempleo juvenil a largo plazo. Los jóvenes tienen más probabilidades de trabajar bajo contratos temporales. El beneficio para las empresas de utilizar tales contratos es que no tienen que seguir las regulaciones que hacen que sea difícil despedir a los trabajadores a tiempo completo. Cerca de un tercio de los jóvenes empleados en las economías avanzadas tenían contratos de trabajo temporal antes de la crisis financiera de 2008.
La mitad de los jóvenes empleados en España estaban utilizando contratos temporales antes de la crisis y estaban entre los primeros trabajadores a ser despedidos. Esto tuvo el doble efecto de no sólo dejar a los jóvenes sin trabajo, sino también sin algunos de los beneficios sociales que sus empleos les proporcionaban.
Otras causas de la alta tasa de desempleo juvenil incluyen el abandono escolar prematuro y el desajuste de la oferta y la demanda entre el trabajo y el nivel educativo.
España sufre una alta tasa de abandono escolar prematuro, que es el porcentaje de la población de 18 a 24 años de edad que no ha completado la educación secundaria (o segunda etapa) y que no sigue ninguna formación técnica.  Desde el 2005 al 2010, España registró una tasa de abandono temprano del 30,6 %; sólo Malta (38,0 %) y Portugal (34,3 %) tuvieron tasas más altas en los miembros de la Unión Europea. En España, hay más preocupación no sólo por el número de personas, sino por el hecho de que la tasa persiste y que ha mostrado poco que ver con la economía en los últimos 15 años.

## Consecuencias
El desempleo juvenil afecta no sólo a los jóvenes, sino también a la economía en una escala más amplia, específicamente la desigualdad de ingresos. A medida que aumentaba la tasa de desempleo juvenil, la brecha entre ricos y pobres en España se amplió. Se estima que España ha sufrido la mayor ampliación de la distribución de la renta en Europa, ya que experimentó un aumento de la desigualdad de ingresos del 18 %.
No encontrar trabajo ha sido vinculado con otros problemas típicamente vinculados a la juventud.  El no tener trabajo puede conducir a un círculo vicioso de pobreza y problemas sociales entre los jóvenes.  Además de eso, el desempleo puede obligar a los jóvenes a alejarse o comenzar a involucrarse en la violencia y la delincuencia juvenil, además de tener baja autoestima y desaliento que puede conducir a la adicción y problemas de salud en el futuro.  Si los jóvenes se quedan sin trabajo durante demasiado tiempo, pueden comenzar a perder sus habilidades o dejar de buscar un trabajo por completo - lo que significa que la tasa de desempleo no puede ser realmente indicativo de la imagen de desempleo en España.

## Recomendaciones
Con el fin de orientar la alta tasa de deserción escolar, algunos han sugerido un mayor control y apoyo de los estudiantes en riesgo. Además, se ha pensado que una estrategia de alerta temprana, junto con la participación obligatoria en las clases en las que se puede brindar apoyo individualizado, posiblemente ayude a los estudiantes a permanecer más tiempo en la escuela.
Por otra parte, las medidas aprobadas por el Consejo de Ministros en 2011 para el adelanto de los 15 años de edad en los Programas de Cualificación Profesional Inicial (PCPI), la mayor accesibilidad de las instalaciones y la extensión de los programas hasta por dos años deberían alentar a ciertos estudiantes para permanecer en el sistema educativo por más tiempo.
Algunos en España creen que es necesario animar a los estudiantes a permanecer en el sistema educativo a través de políticas que hacen que sus estudios sean más atractivos (tanto para los propios estudiantes como para sus padres).  Por otra parte, existen intentos de reincorporar a los estudiantes que han abandonado el sistema educativo.  En lo que respecta a la fuerza de trabajo, se cree que la reducción de la segmentación, la activación y la incorporación de los jóvenes con mayor éxito serán los objetivos clave en el futuro.  También ha habido una llamada para asegurar que las habilidades de los futuros trabajadores se mantengan intactas mientras están en la escuela, a fin de evitar el desajuste que existe hoy en día. Algunos han llegado incluso a sugerir que el gobierno incentive a los empleadores a ayudar a solucionar el problema del desempleo juvenil mediante la reducción de las cotizaciones patronales a la seguridad social para las nuevas contrataciones o subvencionar a las empresas que contratan jóvenes desempleados de larga duración.
Además, para corregir la disparidad entre trabajadores regulares y temporales, se ha aconsejado que el gobierno disminuya las regulaciones en los contratos a plazo fijo, al tiempo que aumenta las regulaciones de los contratos temporales. Al hacerlo, habría una brecha menor entre los dos y los empleados estarían teóricamente menos incentivados a aprovechar los contratos temporales, lo que se ha demostrado que tiene efectos negativos sobre los jóvenes.